# コスモクロア輝石
コスモクロア輝石（コスモクロアきせき、kosmochlor）は単斜輝石の一種である。ユレーアイト（ureyite）とも呼ばれる。
化学組成はNaCrSi2O6であり、翡翠輝石NaAlSi2O6のアルミニウムがクロムに置換したものに相当する。名称は、この鉱物が隕石から初めて発見されたことに因み、「宇宙の緑」を意味する。

## 発見
1965年、学術誌サイエンスに、鉄隕石中に顕微鏡サイズの鮮やかなエメラルドグリーンの新鉱物が存在することが発表された。
1984年に地球上にもコスモクロア輝石が存在することが判明し、それはビルマ（ミャンマー）産のモウシシ（maw-sit-sit）と呼ばれる濃緑色のヒスイ中にあった。
その後1996年に日本において、岡山県の大佐山のヒスイからコスモクロア輝石が発見され、翌年1997年には糸魚川市の姫川産のヒスイ中にコスモクロア輝石が発見された。しかし、これらよりも古く1978年に姫川産の鮮緑色の鉱物を益富壽之助が鑑定依頼を受け、その鉱物をユレーアイトと同定していたが、論文発表されることはなかった。このときの鮮緑色の鉱物が1997年に発表されたものであった。

## 特徴
産出は比較的稀であるがヒスイに伴って産出することが多い。緑色ヒスイの発色原因は、一部はこのコスモクロア輝石成分による。緑色はオンファス輝石の鉄分による発色のものもある。純度の高いコスモクロア輝石は、緑色が濃く肉眼には黒っぽく見える。
結晶は単斜晶系に属し、空間群は C2/c、クロムイオン Cr3+ はアルミニウムイオン Al3+ よりもイオン半径がやや大きいため、結晶の格子定数はヒスイ輝石の a = 9.418Å、b = 8.562Å、c = 5.219Å、β= 107.58°よりもやや大きく a = 9.550Å、b = 8.712Å、c = 5.273Å、β= 107.44°である。